# Delta Dawn
 Delta Dawn  est une chanson écrite par Larry Collins et Alex Harvey. Le premier enregistrement de la chanson remonte à 1971 par la chanteuse américaine Bette Midler. Toutefois, les versions de Tanya Tucker (dans le palmarès des chansons country) et Helen Reddy (numéro 1 au palmarès américain) sont mieux connues.